# 常総学院中学校・高等学校
常総学院中学校・高等学校（じょうそうがくいんちゅうがっこう・こうとうがっこう）は、茨城県土浦市中村西根に所在し、中高一貫教育を提供する私立中学校・高等学校。通称は「常総」もしくは「常総学院」

## 概要
常総学院中学校は原則として常総学院高等学校に進学する中高一貫教育を実施している。常総学院高等学校は中学校からの進学のほかに入学者を募集している。それぞれの就学年数は3年。学校所在地は土浦市であるが、その位置は、つくば市との市境であり、野球部の寮もつくば市に位置する。

## 沿革

### 常総学院中学
1905年（明治38年）、神奈川県小田原小学校長、大分県大分小学校長を歴任していた渡辺嘉重によって中家村下高津台の常福寺境内に常総学院中学として創立された。第一回の卒業生は5名、第二回は17名、第三回から第七回までは大体数十名くらいの卒業生を送り出した。
大正時代に入り、渡辺嘉重の自宅のあった土浦の鷹匠町(現在の土浦市中央)に校舎一棟を建築し、1913年3月20日 に完成。入学生徒も一挙に倍近く増加し、県知事の臨時視察を受けた。1921年4月からは、普通科三ヶ年の外、新たに中学部五ヶ年制を敷く。
1938年には土浦の水害が発生したが、入学生は増加。しかし、戦時体制の強化による生徒要因の必要度増加によって修業年限を短縮する非常措置が取られ、1943年の卒業式を以って閉鎖された。

### 年表
- 1905年10月1日 - 渡辺嘉重が新治郡中家村下高津の常福寺境内に常総学院中学校を創立[3]。生徒は50人強、教師は2人で、テニスコートと卓球場を有していた[3]。
- 1913年3月20日 - 新治郡土浦町鷹匠町（現・土浦市中央二丁目）に移転[3]。
- 1943年 - 戦況悪化により常総学院中学校閉鎖
- 1981年 - 常総学院高等学校復活委員会発足
- 1983年 - 学校法人常総学院認可、高等学校設置
- 1987年 - 第69回全国高等学校野球選手権大会準優勝
- 1989年 - 全日本吹奏楽コンクール初出場金賞
- 1994年 - 第66回選抜高等学校野球大会準優勝
- 1996年 - 中学校設置
- 2000年 - 第48回全日本吹奏楽コンクール銀賞（後半の部5位）同校としては初めての銀賞受賞。
- 2001年 - 第73回選抜高等学校野球大会優勝・第49回全日本吹奏楽コンクール金賞（前半の部5位）
- 2002年 - 第50回全日本吹奏楽コンクール金賞（後半の部1位）
- 2003年 - 第85回全国高等学校野球選手権大会優勝
- 2007年 - 全日本吹奏楽コンクールに3年連続出場し、規定により招待演奏
- 2010年 - 3年ぶりに全日本吹奏楽コンクールに出場し金賞
- 2013年 - 東京芸術劇場にて創立30周年記念演奏会を実施
- 2016年 - 4年ぶりに全日本吹奏楽コンクールに出場

## 校訓・校歌
- 校訓 - 自主・誠実・創造
- 校歌 - 作詞：西沢爽、作曲：芥川也寸志

## アクセス
- 水海道駅と土浦駅から関鉄バス「常総学院入口」下車、徒歩5分。

## 部活動
常総学院高等学校の部活動においては野球部、吹奏楽部の活躍が著名である。
野球部は選抜高等学校野球大会（春の甲子園）10回、全国高等学校野球選手権大会（夏の甲子園）16回（ただし春の甲子園のうち1987年春〈第59回〉のみ辞退校の代替として急遽出場したもの）出場しており、春夏を通じて優勝2回、準優勝2回の成績を残している。（甲子園通算成績：選手権28勝15敗／選抜14勝9敗）
吹奏楽部は規定による欠場はあるが、ほぼ毎年全日本吹奏楽コンクールに出場し、2021年までに金賞を14回、銀賞を5回、銅賞を3回受賞している。
野球部・剣道部・水泳部・ラグビー部・バレーボール部・サッカー部・駅伝部・バドミントン部・吹奏楽部は強化部に指定されている。

## 著名な出身者

### 財界
- 中川延四郎 - 中川ヒューム管工業創業者[2]

### 文化・芸術
- 久松静児 - 映画監督
- 神代修 - トランペット奏者
- 上崎洋一 - 俳人

### 芸能
- 飯嶋康平 - 元かぐら
- えりのあ - シンガーソングライター
- 桑名里瑛 - 女優
- 立川成幸 - 落語家

### その他
- 平塚八兵衛 - 警察官
- 岡田慎一郎 - 介護士

### 野球
- 島田直也
- 仁志敏久
- 金子誠
- 横川史学
- 大﨑雄太朗
- 松林康徳
- 坂克彦
- 清原大貴
- 小池翔大
- 飯田大祐
- 内田靖人
- 宇草孔基
- 鈴木昭汰
- 菊田拡和
- バルザー・ブライアン
- 一條力真

### サッカー
- 阿部吉朗
- 原田大輝

### バドミントン
- 坂本修一
- 米倉加奈子
- 山本静香

### ラグビー
- 澤口高正
- 大塚博之
- 猪瀬佑太
- 北村彦樹
- 加納遼大
- 横瀬慎太郎

### その他のスポーツ
- 山野井智広 - 競泳
- 海東奈月 - チアリーダー
- 芦澤大輔 - 競輪
- 吉澤彩 - 馬術
- 兎沢朋美 - 陸上競技
- 梅咲遥 - プロレス

## 著名な教職員・関係者
- 木内幸男 - 野球部元監督
- 持丸修一 - 野球部元監督
- 松林康徳 - 野球部部長